# Jacob Wilhelm von Aspern
Jacob Wilhelm von Aspern (23. juni 1723 – 4. november 1792) var en dansk konferensråd og bogsamler.
Jacob Wilhelm von Aspern var søn af Mathias Wilhelm von Aspern, blev student 1740 i sit 18. år. Han blev 1743 sekretær i det danske Kancelli, 1755 kancelliråd, blev stadskæmner i Altona, udnævntes 1767 til justitsråd, 1769 til etatsråd, 1781 til konferensråd.
Han var medstifter af Det kongelige danske Selskab for Fædrelandets Historie 1745.
1793 solgtes ved auktion i Altona hans betydelige bibliotek, hvortil hørte en anselig håndskriftsamling, især til Hertugdømmernes historie og retsvæsen, han var gift med digterinden Hedvig Eleonora Hoppe født von Wolff.